# Čami Do
Pour les articles homonymes, voir Cami.
Čami Do (en serbe cyrillique : Чами До) est un village du sud du Monténégro, dans la municipalité de Budva.

## Démographie

### Évolution historique de la population
| 1948 | 1953 | 1961 | 1971 | 1981 | 1991 | 2003 |
| ---- | ---- | ---- | ---- | ---- | ---- | ---- |
| 40   | 35   | 20   | 12   | 9    | 6    | 9    |